# Leonson Lewis
Leonson Lewis (San Fernando, 30 dicembre 1966) è un ex calciatore trinidadiano, di ruolo attaccante.

## Carriera

### Club
Ha giocato nel campionato portoghese e in quello trinidadiano.

### Nazionale
Assieme ai compagni di Nazionale Jamerson e Jones oltre che a Flores, Chacon, Cayasso e Coronado è stato il capocannoniere della CONCACAF Gold Cup nel 1989.